# 더 리바이벌리스트
더 리바이벌리스트는 2007년 루이지애나주 뉴올리언스에서 결성된 미국 밴드이다. Ed Williams (페달 스틸 기타, 기타), 데이비드 쇼 (리드 보컬), 잭 페인버그 (기타), 롭 잉그램 (색소폰), 조지 게카스 (베이스 기타), 앤드류 캠파넬리 (드럼, 타악기), 미첼 히라르도트(키보드, 트럼펫).